# 10 august
ianuarie • februarie • martie  • aprilie  • mai  • iunie  • iulie  • august  • septembrie  • octombrie  • noiembrie  • decembrie
10 august este a 222-a zi a calendarului gregorian și a 223-a zi în anii bisecți. Mai sunt 143 de zile până la sfârșitul anului.

## Evenimente

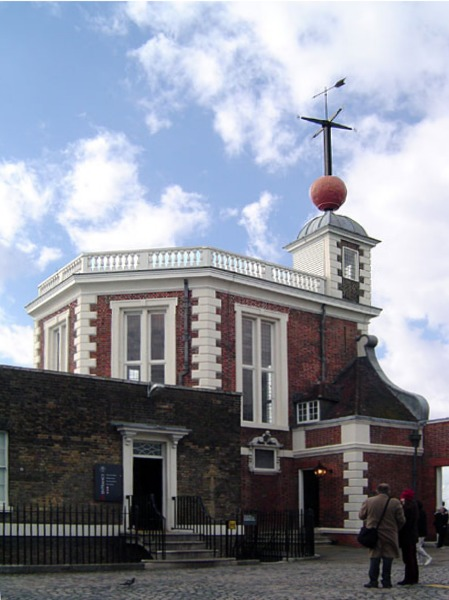
1675: A fost înființat "Observatorul Regal din Greenwich".

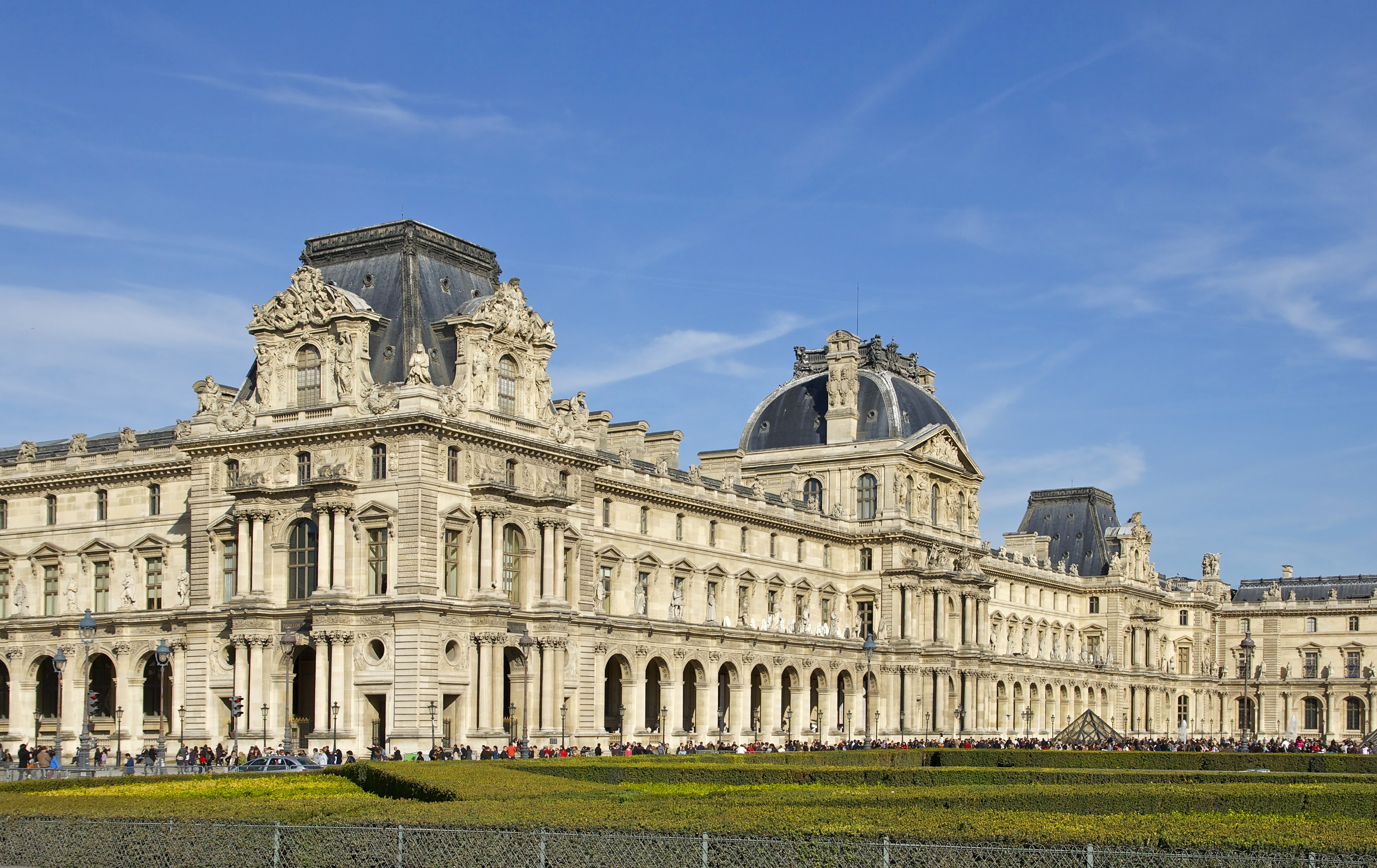
1793: Muzeul Luvru este deschis oficial la Paris, Franța.

1920: Mehmed Hâdî Pasha semnează Tratatul de la Sèvres. Tratatul a cedat mari părți din teritoriul otoman Franței, Regatului Unit, Greciei și Italiei, precum și crearea unor zone mari de ocupație în cadrul Imperiului Otoman.

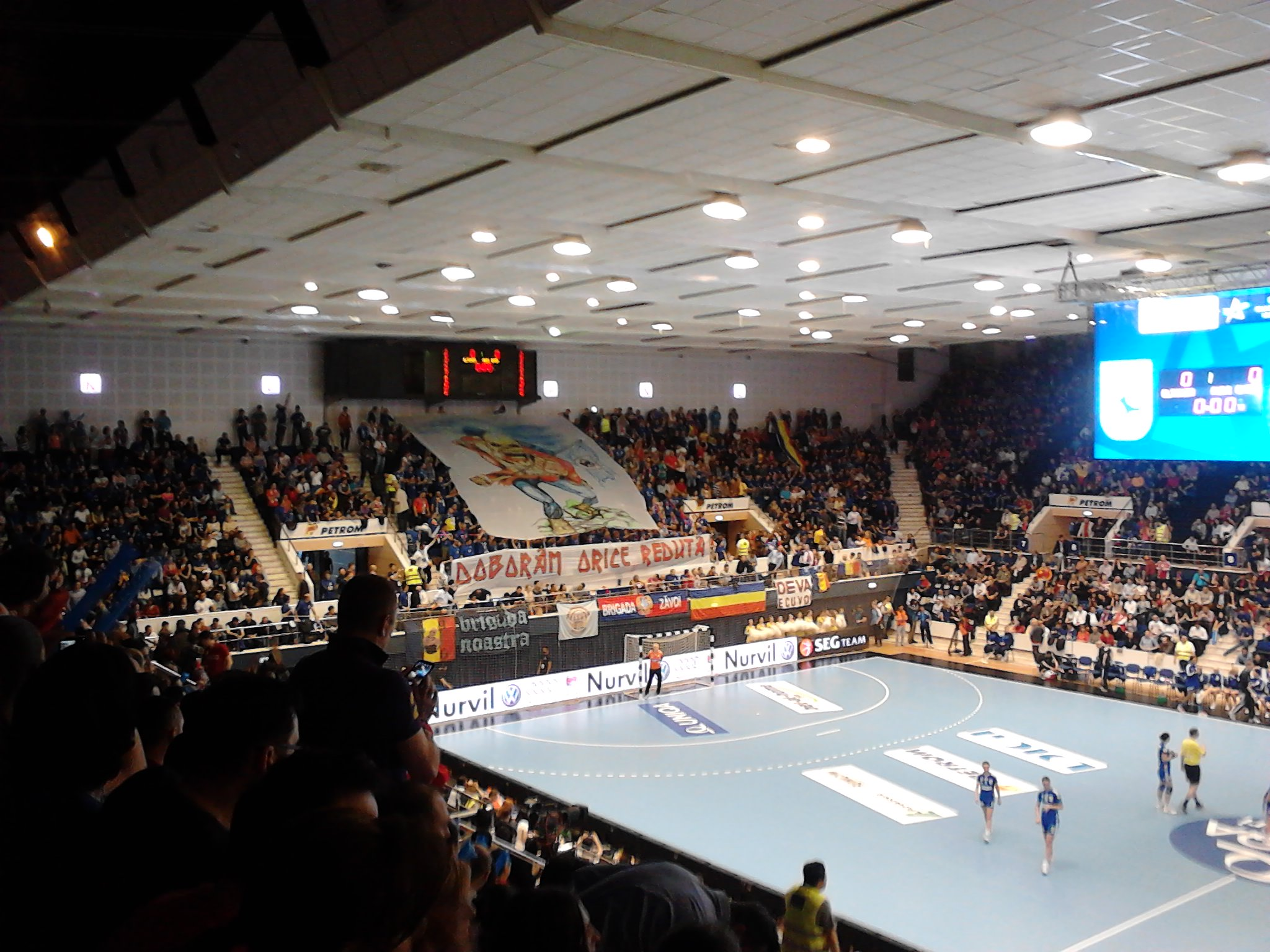
1974: Este inaugurată Sala Polivalentă din București.

- 0654: Eugen I este ales papă al Romei, cu toate că antecesorul său, Papa Martin I, încă trăia.
- 0843: În Tratatul de la Verdun, după moartea lui Ludovic cel Pios, Imperiul Franc este împărțit între fiii acestuia, Lothar, Ludovic și Carol.
- 0955: Bătălia de la Lechfeld; Otto cel Mare, suveran peste marile ducate germane (mai puțin Saxonia), îi înfrânge definitiv pe unguri, care de la această dată nu mai intreprind nici un atac în Germania.
- 1500: Ștefan cel Mare, domnul Moldovei (1457–1504), a dăruit Mănăstirii Putna marea dveră a Răstignirii, broderie monumentală de o valoare deosebită.
- 1519: Cele cinci corăbii aflate sub comanda lui Fernando Magellan pornesc din Sevilla, în prima călătorie în jurul lumii. Subcomandantul basc Juan Sebastián Elcano va finaliza expediția după moartea lui Magellan în Filipine.
- 1534: A început înălțarea Bisericii „Sf. Dumitru” din Suceava, ctitorie a domnitorului Petru Rareș.
- 1539: Francisc I al Franței semnează Ordonanța de la Villers-Cotterêts, prin care limba franceză este introdusă în locul latinei în documentele oficiale.
- 1628: Nava de război suedeză Vasa se scufundă în portul Stockholm după numai aproximativ 20 de minute de călătorie. Nava a fost construită la ordinul regelui Gustav Adolf, ca parte a expansiunii militare pe care a inițiat-o într-un război cu Polonia-Lituania (1621-1629). S-a vrut a fi una din cele mai puternice nave de război din lume însă Vasa era periculos de instabilă cu o greutate prea mare în structura superioară a carenei. S-a scufundat după ce a întâlnit un vânt mai puternic decât o adiere.
- 1675: A fost înființat "Observatorul Regal din Greenwich". În 1948 observatorul a fost transferat în castelul Herstmonceux (Sussex). Vechea clădire a observatorului, construită de Wren, s–a păstrat până în prezent, și este înconjurată de un parc în centrul Londrei.
- 1792: Revoluția franceză: Poporul cucerește Palatul Tuileries. La prânz, castelul este luat cu asalt. Adunarea națională decide că regele Ludovic al XVI-lea este suspendat din funcțiile sale și că francezii vor alege o nouă Convenție Națională a cărei misiune este să fondeze o națiune nouă – „a doua revoluție".
- 1793: Muzeul Luvru este deschis oficial la Paris, Franța.
- 1809: Proclamarea independenței statului Ecuador. Sărbătoare națională.
- 1856: Un uragan a făcut în Louisiana circa 400 de victime omenești.
- 1864: Guvernul român a contractat cu casa britanică "Stern Brothers" primul împrumut extern al României (916.000 de lire sterline, din care statul a primit 679.244 de lire, cu o dobândă de 7%) garantat cu veniturile vămilor.
- 1875: Este pusă piatra de temelie a castelului Peleș din Sinaia (10/22 august), sub care sunt îngropate câteva zeci de monede de aur de 20 de lei, primele monede românești cu chipul lui Carol I.
- 1897: Chimistul german Felix Hoffmann descoperă un mod îmbunătățit de sinteză a acidului acetilsalicilic (aspirina).
- 1912: Virginia Woolf s-a căsătorit cu scriitorul Leonard Sidney Woolf.
- 1913: Are loc Pacea de la București, care consfințește sfârșitul războiului și înfrângerea Bulgariei. Grecia și Serbia își împart Macedonia, iar România anexează Cadrilaterul.
- 1919: În cadrul adunării de la Timișoara a șvabilor din Banat, aceștia își dau acordul pentru unirea proclamată la Alba Iulia.
- 1920: Marele Imperiul Otoman dispare. Prin semnarea Tratatului de la Sèvres pierde patru cincimi din teritoriul său.
- 1920: S–a semnat, la Sèvres, Tratatul de pace dintre Antanta și Imperiul otoman. Se recunoșteau inclusiv noile granițe ale României. Tratatul nu a intrat în vigoare.
- 1945: Japonia cere pace și capituleză peste 4 zile, punând astfel capăt celui de–Al Doilea Război Mondial.
- 1951: S-a înregistrat cea mai ridicată temperatură din România: +44,5 °C în județul Brăila la Ion Sion.
- 1953: I.V. Kapitonov, secretar al organizației de partid din Moscova al Partidului Comunist al Uniunii Sovietice, îi raportează prim-secretarului Nikita Hrușciov despre o metodă foarte avansată a Trustului de construcții nr.28, care a ridicat în Parcul Izmailovo, pe bandă rulantă, opt clădiri de cinci etaje, cu 2200 m2 fiecare. El îi scrie lui Hrușciov că la fiecare 13 zile altă asemenea clădire va fi dată în folosință. Era noul stil din arhitectura sovietică, care va produce așa-numitele "hrușciovki", ce rezolvau precar lipsa locuințelor.
- 1974: Este inaugurată Sala Polivalentă din București.
- 1990: Sonda Magellan, lansată de NASA, a ajuns la Venus după cincisprezece luni de la lansare.
- 1995: A fost semnat acordul parțial israeliano–palestinian privind extinderea autonomiei în Cisiordania (Taba; 10–11 august).
- 1998: Prințul Al-Muhtadee Billah este proclamat prinț moștenitor al Brunei prin proclamație regală.
- 2003: Cosmonautul rus Juri Iwanowitsch Malentschenko aflat pe Stația Spațială Internațională, în spațiu, se căsătorește cu Ekaterina Dmitrieva aflată în Texas.
- 2018: Intervenție în forță a jandarmilor la un miting antiguvernamental în Piața Victoriei din București, după ce unii protestatari au forțat gardurile și au aruncat cu pietre, sticle și alte obiecte către jandarmi. Aceștia au intervenit cu spray-uri, gaze lacrimogene și tunuri de apă. Mai multe persoane au avut nevoie de îngrijiri medicale. Parchetul Militar s-a autosesizat și a deschis dosar penal privind intervenția jandarmilor la protestele din Piața Victoriei.[1][2]

## Nașteri
- 1397: Albert al II-lea, Rege Roman (d. 1439)
- 1466: Francesco al II-lea Gonzaga, marchiz de Mantua (d. 1519)
- 1520: Magdalena de Valois, regină a Scoției (d. 1537)
- 1602: Gilles Personne de Roberval, matematician francez (d. 1675)
- 1740: Leopold al III-lea, Duce de Anhalt-Dessau (d. 1817)
- 1780: Pierre François Marie Auguste Dejean, entomolog francez (d. 1845)
- 1797: Joseph Gerhard Zuccarini, botanist german (d. 1848)
- 1823: Antônio Gonçalves Dias, poet și dramaturg brazilian (d. 1864)

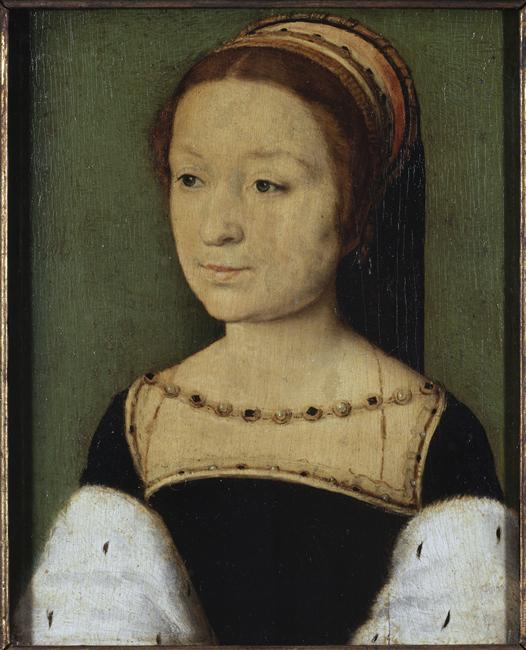
Magdalena de Valois, regină a Scoției
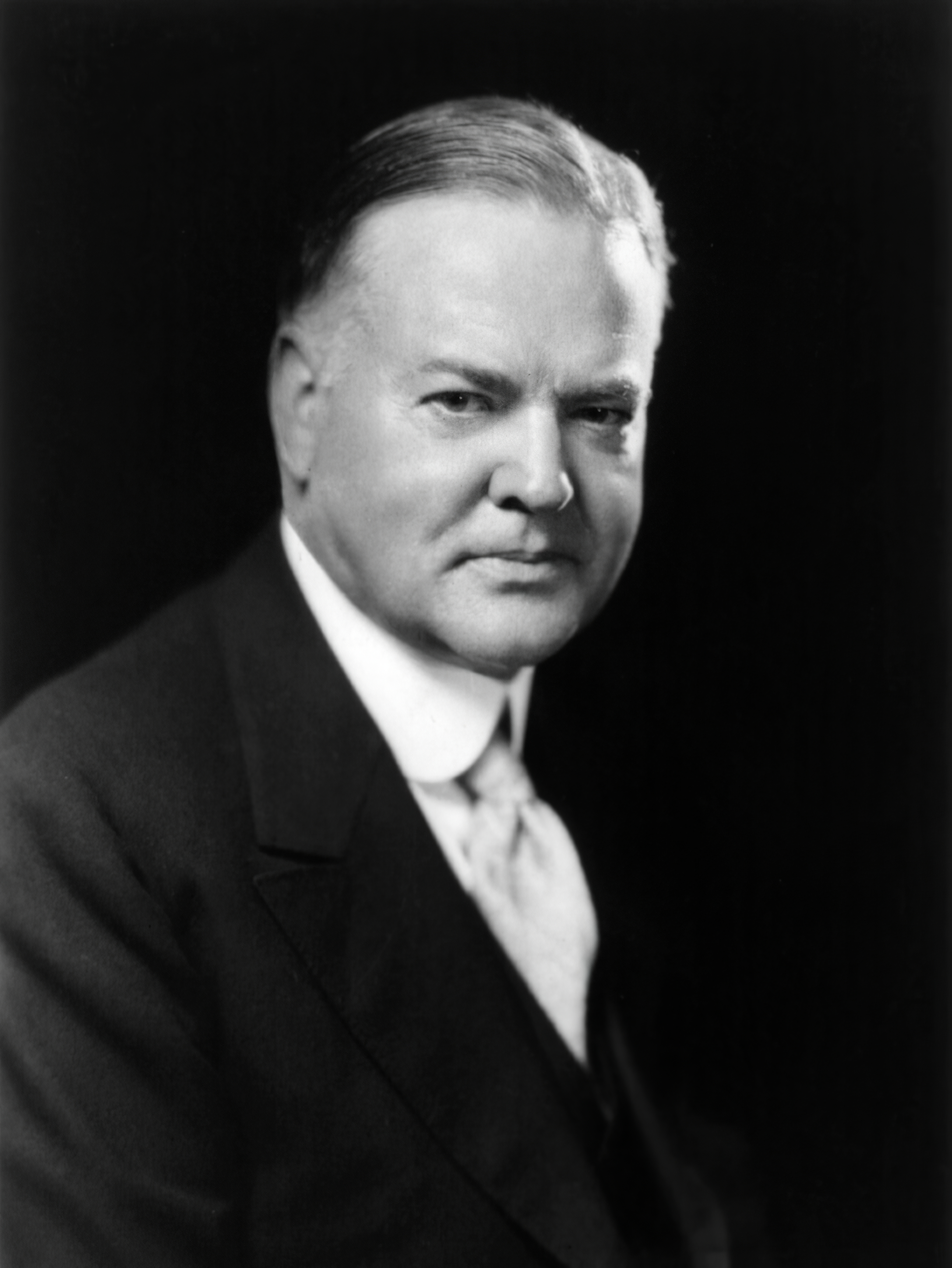
Herbert Clark Hoover, al 31-lea președinte al SUA
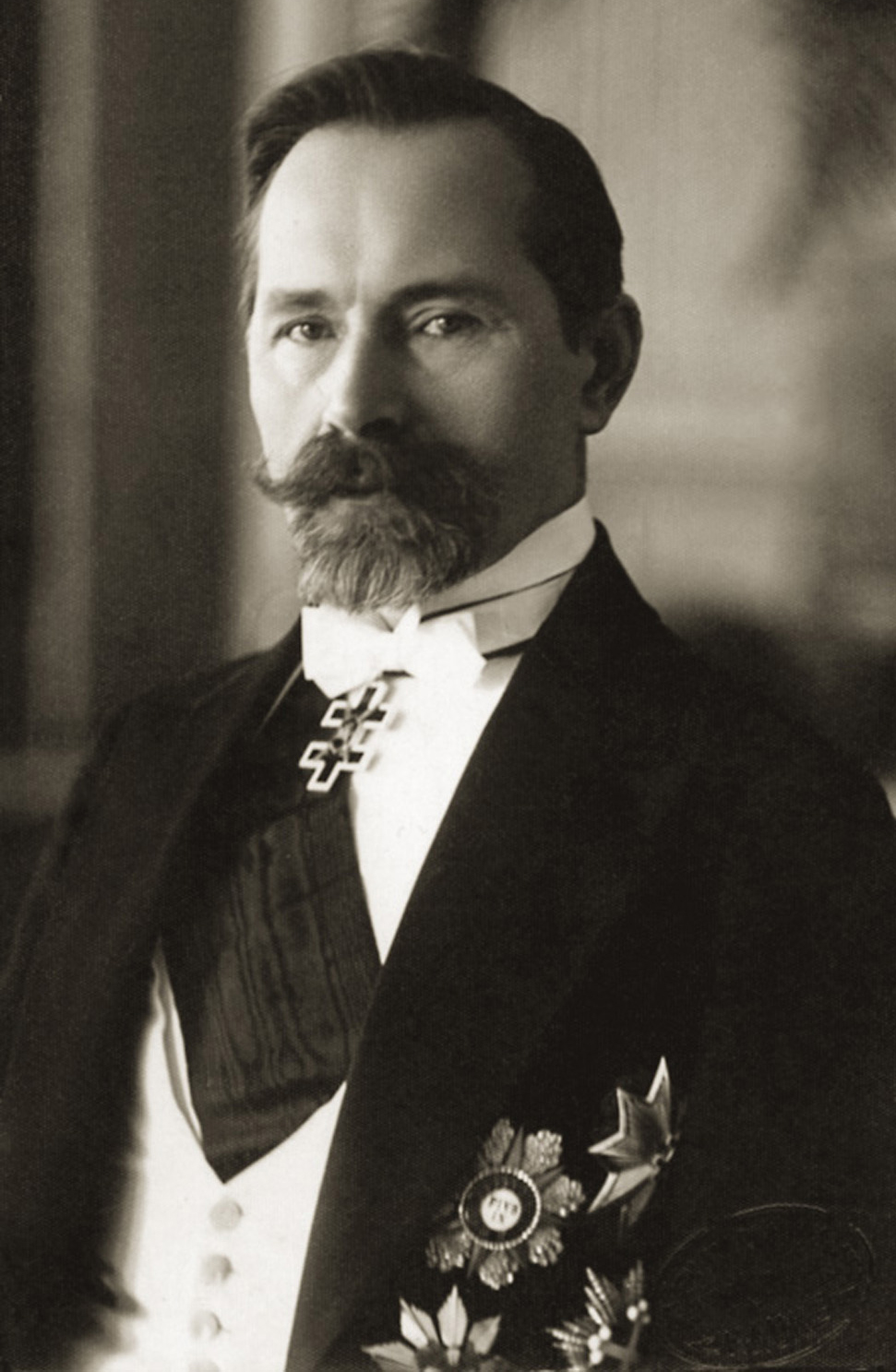
Antanas Smetona, primul președinte al Republicii Lituania

- 1826: Ramon Martí Alsina, pictor spaniol (d. 1894)
- 1859: Dimitrie Greceanu, politician român (d. 1920)
- 1864: Nicolae Filip, medic veterinar și agronom, conducător al primului institut zootehnic din România (d. 1922)
- 1865: Alexandr Konstantinovici Glazunov, compozitor, dirijor și pedagog rus (d. 1936)
- 1874: Herbert Clark Hoover, al 31-lea președinte al Statelor Unite (d. 1964)
- 1874: Antanas Smetona, primul președinte al Republicii Lituania (d. 1944)
- 1878: Alfred Döblin, scriitor și medic german (d. 1957)
- 1882: William Van Alen, arhitect american (d. 1954)
- 1884: Panait Istrati (Gherasim Istrate), scriitor român (d. 1953)
- 1887: Edward Leedskalnin, sculptor și inginer leton (d. 1951)
- 1889: Zofia Kossak-Szczucka, membră a rezistenței poloneze în timpul ocupației naziste (d. 1968)
- 1896: Milena Jesenská, jurnalistă, scriitoare, editoare și traducătoare cehă (d. 1944)
- 1898: Tadeusz Dołęga-Mostowicz, jurnalist și scriitor polonez (d. 1939)
- 1902: Arne Wilhelm Kaurin Tiselius, chimist suedez, laureat al Premiului Nobel (d. 1971)
- 1902: Curt Siodmak, regizor de film american și scriitor (d. 2000)
- 1902: Norma Shearer, actriță americană (d. 1983)
- 1913: Wolfgang Paul, fizician german, laureat al  Premiului Nobel (d. 1993)
- 1912: Jorge Amado, scriitor brazilian (d. 2001)
- 1915: Ralph Thomas, regizor englez de film (d. 2001)

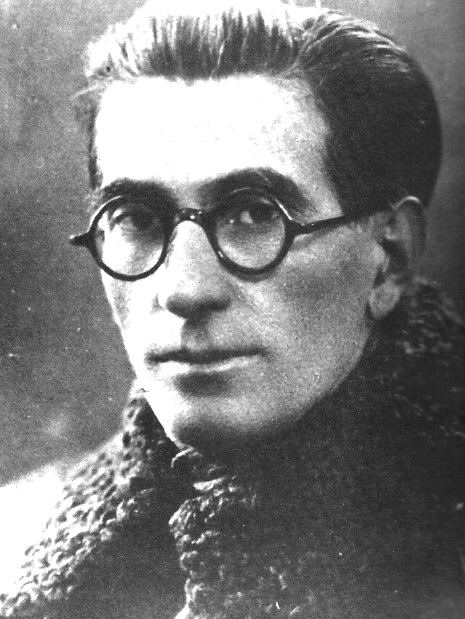
Panait Istrati, scriitor român
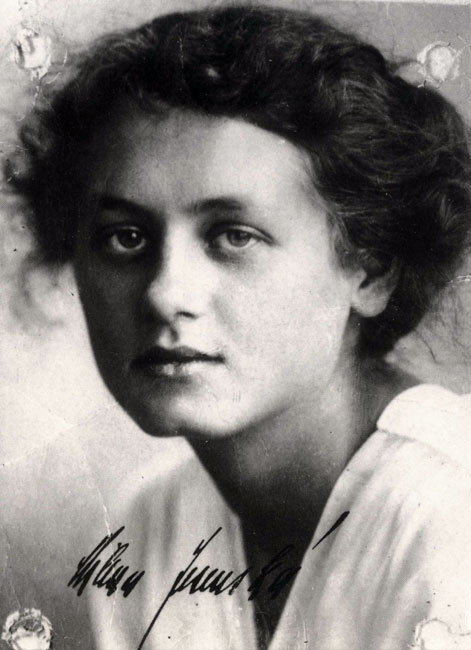
Milena Jesenská, scriitoare cehă
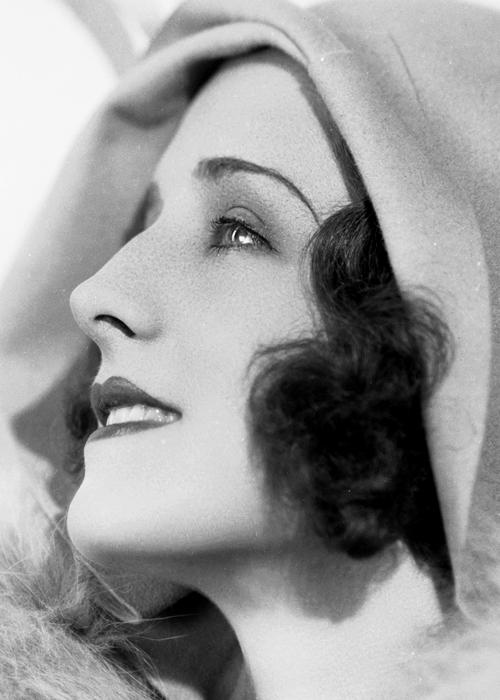
Norma Shearer, actriță americană

- 1924: Jean-François Lyotard, filozof francez (d. 1998)
- 1927: Barbu Cioculescu, poet, memorialist și publicist român (d. 2022)
- 1928: Gerino Gerini, pilot italian de Formula 1 (d. 2013)
- 1929: Tamara Buciuceanu-Botez, actriță română de teatru și film (d. 2019)
- 1929: Vincent McEveety, regizor și producător american de film și televiziune (d. 2018)
- 1937: Dan Laurențiu (Laurențiu Ciobanu), poet și eseist român (d. 1998)
- 1940: Radu Maltopol, muzician și jurnalist din România
- 1942: Nicolae Prelipceanu, poet și jurnalist român
- 1944: Abdul Latif Rașid, politician kurd care ocupă funcția de președinte al Irakului
- 1947: Ian Anderson, muzician britanic (Jethro Tull)
- 1947: Anwar Ibrahim, politician malaezian, prim-ministru al Malaeziei
- 1947: Mechtild Rothe, politician german și MdEP
- 1952: Jerzy Pilch, scriitor polonez
- 1959: Rosanna Arquette, actriță americană
- 1960: Antonio Banderas, actor spaniol
- 1962: Horia Gârbea, scriitor român
- 1962: Suzanne Collins, autoare americană
- 1963: Moses Isegawa, scriitor ugandez
- 1964: Hiro Takahashi, muzician japonez (Tulip) (d. 2005)
- 1968: Lene Rantala, handbalistă daneză

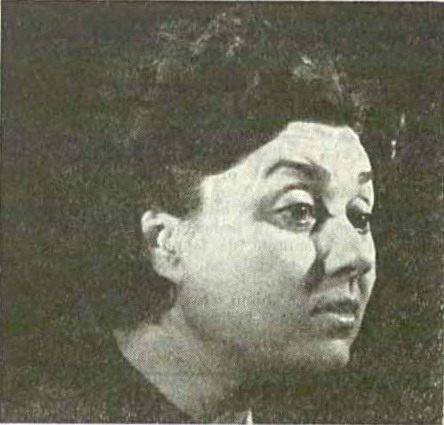
Tamara Buciuceanu-Botez, actriță română
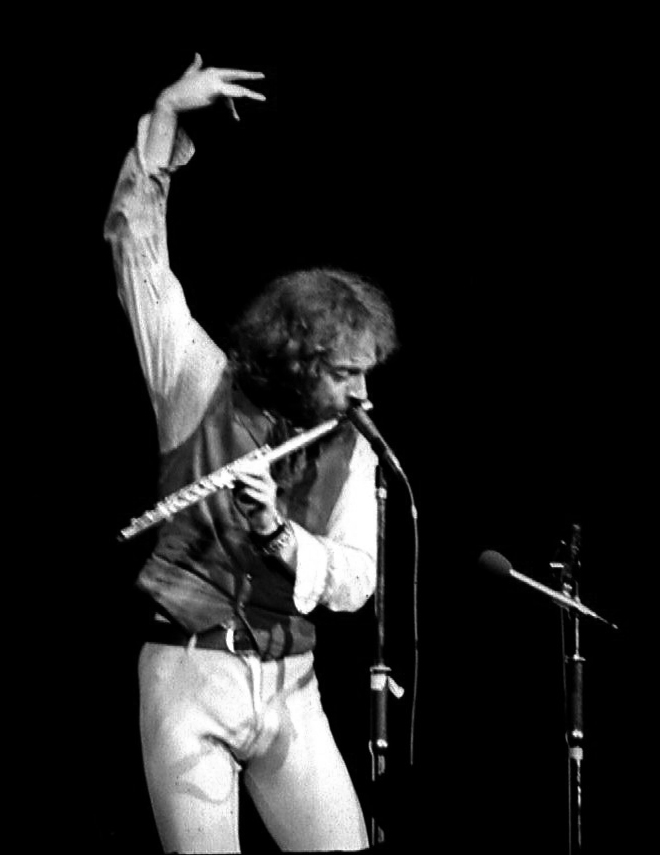
Ian Anderson, muzician britanic
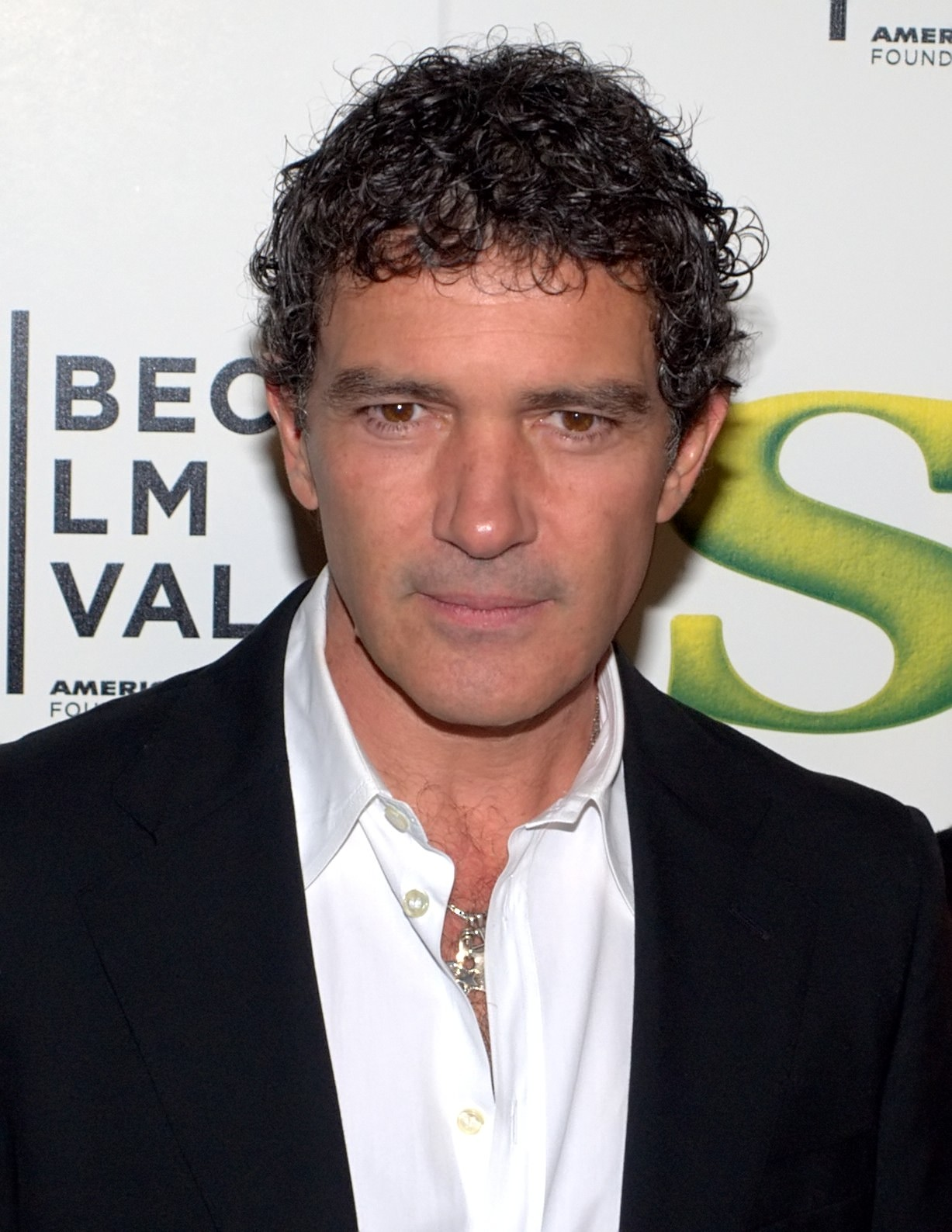
Antonio Banderas, actor spaniol

- 1969: Ioana Drăgan, prozatoare română
- 1969: Lucian Ifrim, actor român
- 1971: Roy Keane, fotbalist irlandez
- 1973: Javier Zanetti, fotbalist argentinian
- 1973: Ioan Viorel Ganea, fotbalist român
- 1975: Árpád-András Antal, politician român de origine maghiară
- 1977: Sergiu Radu, fotbalist român
- 1994: Søren Kragh Andersen, ciclist danez
- 1997: Kylie Jenner, vedetă de televiziune americană

## Decese
- 1535: Ippolito de' Medici, Senior al Florenței (n. 1511)
- 1536: Francisc al III-lea, Duce de Bretania, Delfin de Viennois (n. 1518)
- 1659: Frederic al III-lea, Duce de Holstein-Gottorp (n. 1597)
- 1759: Regele Ferdinand al VI-lea al Spaniei (n. 1713)
- 1802: Franz Aepinus, fizician și matematician german (n. 1724)
- 1806: Michael Haydn, compozitor austriac, capelmaistru la Oradea și Salzburg (n. 1737)
- 1844: Alexandra Nicolaevna a Rusiei, prințesă de Hesse-Kassel (n. 1825)
- 1896: Otto Lilienthal, inginer german (n. 1887)

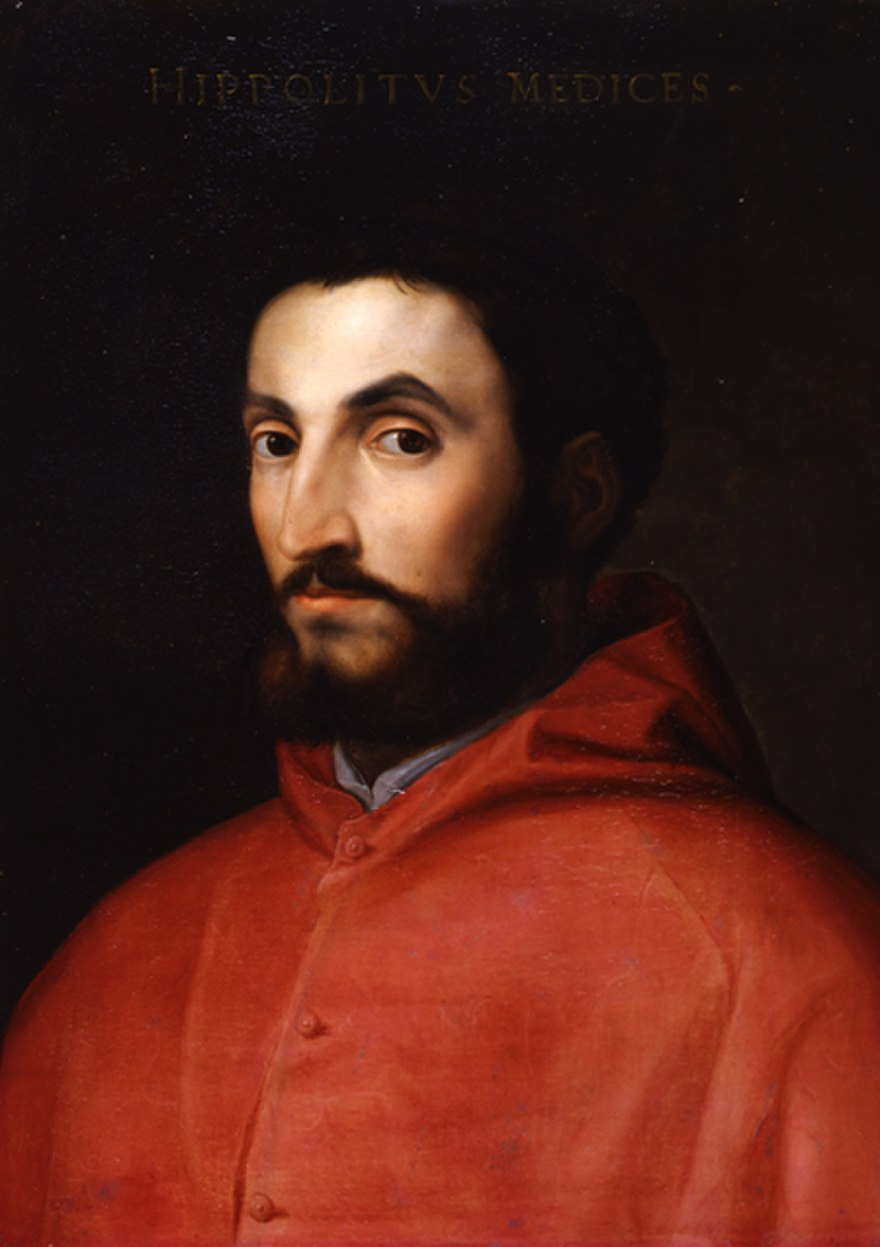
Ippolito de' Medici, Senior al Florenței
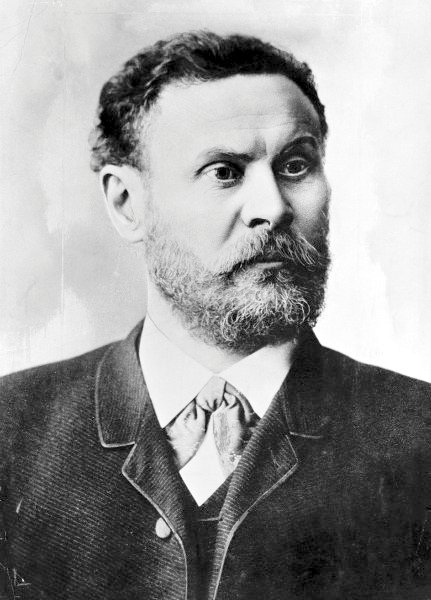
Otto Lilienthal, inginer german
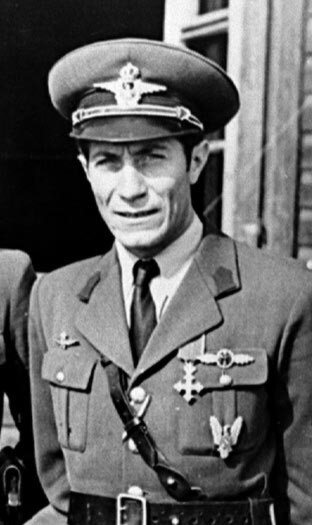
Ioan Dicezare, pilot român

- 1915: Henry Moseley, fizician englez (n. 1887)
- 1916: John J. Loud, avocat, inventator (n. 1844)
- 1923: Joaquín Sorolla, pictor spaniol (n. 1863)
- 1945: Robert H. Goddard, savant american, pionier al rachetelor moderne (n. 1882)
- 1960: Oswald Veblen, matematician american (n. 1880)
- 1963: Corneliu Micloși, inginer român, membru al Academiei Române (n. 1887)
- 1976: Karl Schmidt-Rottluff, pictor german (n. 1884)
- 1984: Virgil Mazilescu, poet și traducător român (n. 1942)
- 1988: Dan Giușcă, geolog român, membru al Academiei Române (n. 1904)
- 1993: Øystein Aarseth, chitarist norvegian (Mayhem) (n. 1968)
- 2002: Kristen Nygaard, informatician norvegian (n. 1926)
- 2003: Constantin Galeriu, preot, profesor de teologie român (n. 1918)
- 2012: Ioan Dicezare, pilot român (n. 1916)
- 2019: Jeffrey Epstein, om de afaceri, miliardar și filantrop american (n. 1953)
- 2023: Antonella Lualdi, actriță italiană de film (n. 1931)
- 2023: Vlad Marcoci, politician român (n. 1968)

## Sărbători
- Sf. Laurențiu (calendar romano-catolic, ortodox, greco-catolic, evanghelic, anglican)
- Sf. Mc. Xist, ep. Romei, și Ipolit (calendar ortodox, greco-catolic)
- Comemorarea distrugerii Ierusalimului (calendar protestant)
- Ecuador: - Ziua națională - începutul independenței față de Spania (1808)